# 俄克拉荷马章鱼
俄克拉荷马章鱼（英文：Oklahoma Octopus）原本是一种印第安人神话传说中的水妖，目前则指出没于美国俄克拉荷马州雷鸟湖、奥拉加湖与滕克勒湖的虚构巨型章鱼。俄克拉荷马章鱼的传闻可追溯至1962年-1965年，在这段时间，雷鸟湖被建立。由于雷鸟湖、奥拉加湖与滕克勒湖的溺死的事件持续高发，巨型章鱼的传闻也应运而生。动物星球电视节目《怪兽档案》的影片中，一群年轻人被俄克拉荷马章鱼拖入湖中而溺死。由于雷鸟湖属于淡水湖且形成事件过短，俄克拉荷马章鱼的真实性一直备受怀疑。一些怀疑论者相信，所谓的巨型章鱼只是湖中的鲶鱼；另一种新奇观点则认为，俄克拉荷马章鱼是一种特殊的淡水章鱼。